# Bonjour Biqui, Bonjour!

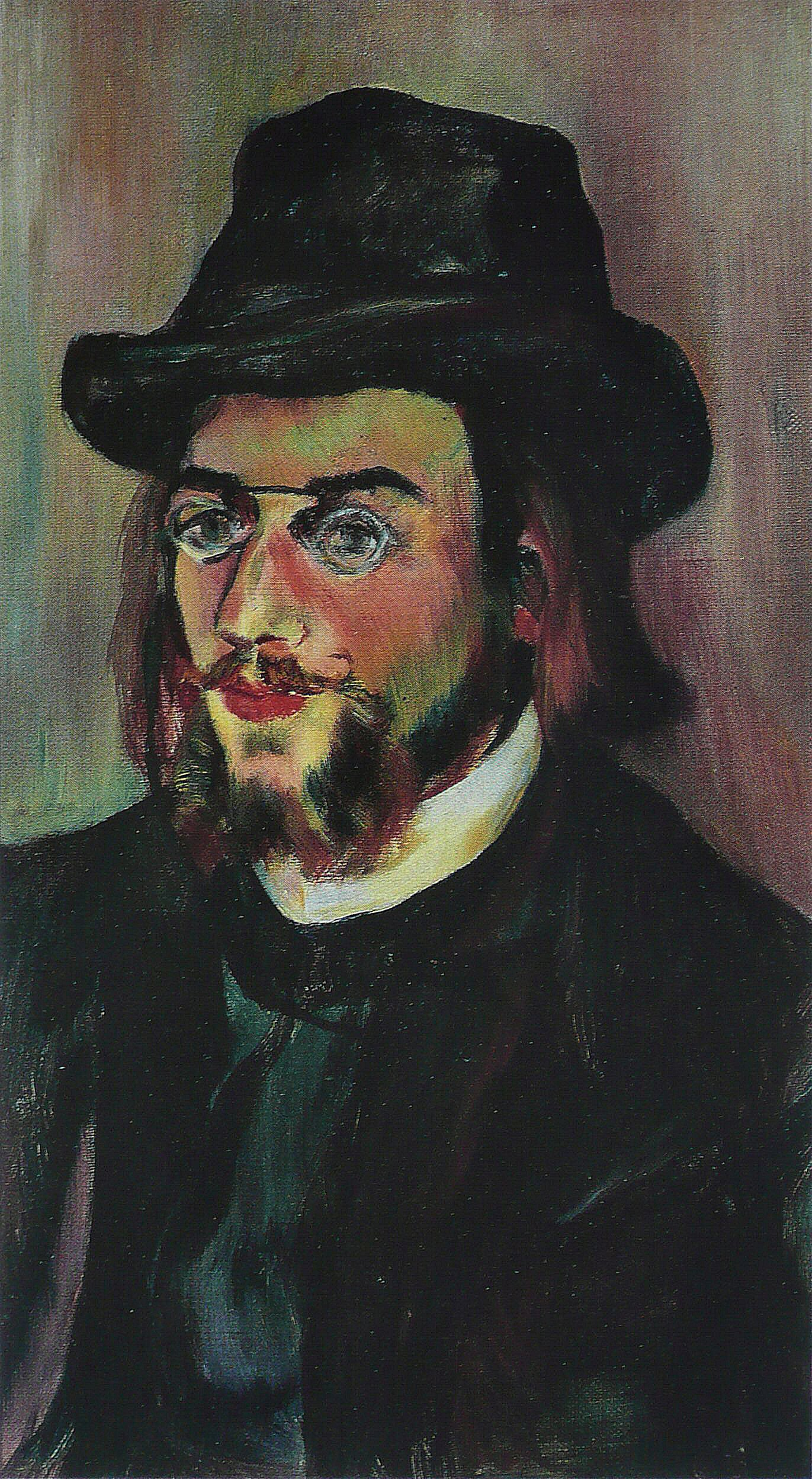
瓦拉東為薩提畫的油畫像(1893)

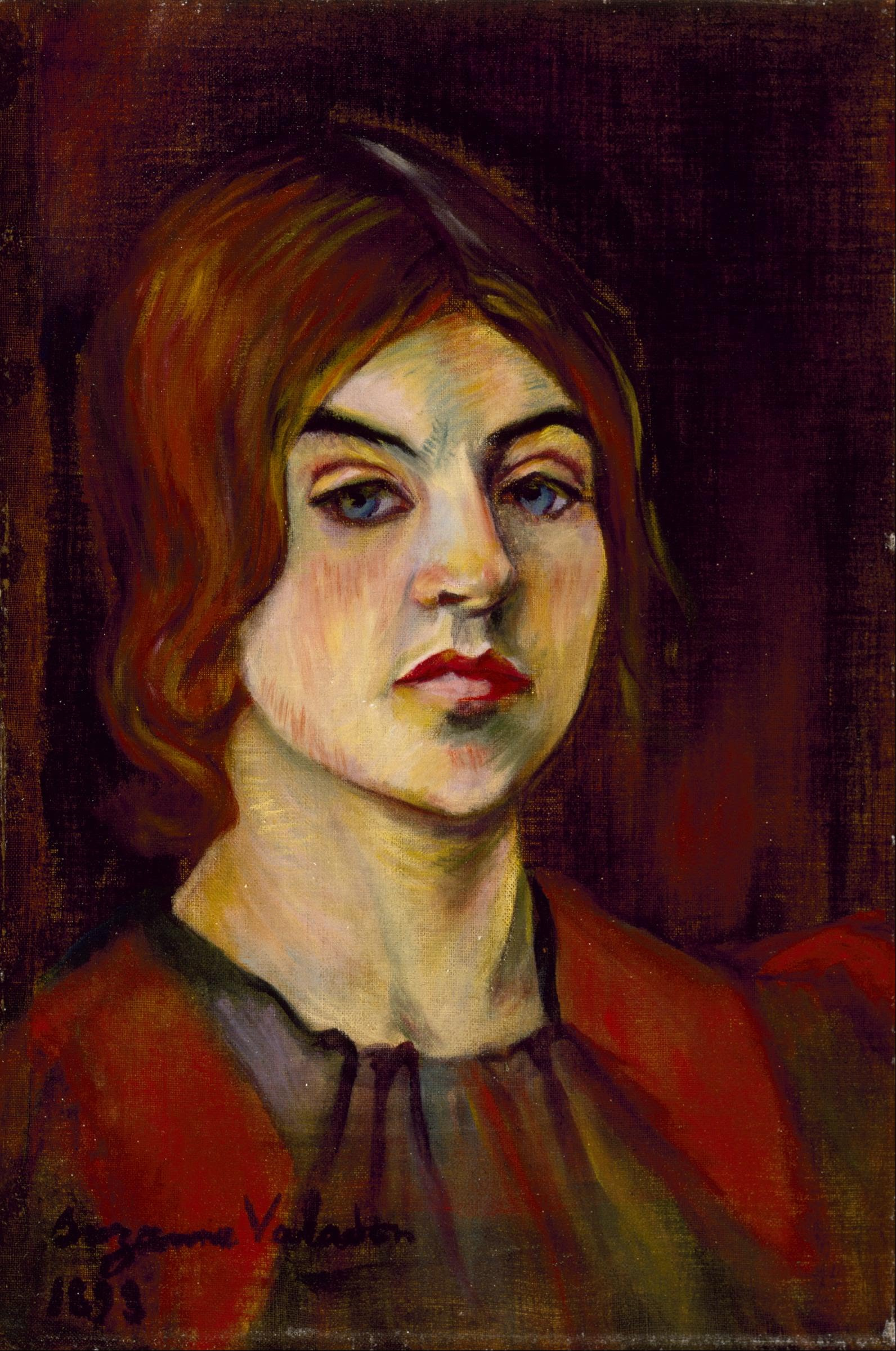
蘇珊·瓦拉東的自畫像 (1893)

Bonjour Biqui, Bonjour! 是法國作曲家艾瑞克·薩提在1893年為鋼琴與人聲所作的一首小品。這首曲子僅僅只有4小節 - 而即使這首曲子的速度很慢，演奏起來的長度也在半分鐘內。這首曲子是薩提的所有作品中最短的一首。這首曲子獻給當時薩提正熱戀著的畫家蘇珊·瓦拉東（Suzanne Valadon）。
這首曲子在1893年4月2日完成，被薩提當成是復活節周日的禮物之一送給瓦拉東。而曲名中的Biqui，便是薩提對她的暱稱。

## 外部連結
- YouTube上的Bonjour Biqui, Bonjour!